# Pyrrhiske Krig
Den Pyrrhiske Krig (280-275 f.Kr.) blev hovedsageligt udkæmpet mellem den Romerske Republik og Pyrrhos, kongen af Epiros, der var blevet bedt af folket i den græske by Tarentum i det sydlige Italien om at hjælpe dem i deres krig mod romerne.
Pyrrhos var en dygtig feltherre med en stærk hær, der blandt andet omfattede krigselefanter (noget romerne ikke tidligere havde haft erfaring med at kæmpe mode). Pyrrhos sejrede indledningsvis mod de romerske legioner, men led samtidig selv store tab i forbindelse med disse sejre. Pyrrhos var ude af stand til at erstatte sine tab på grund af økonomiske og befolkningsmæssige begrænsninger i Epiros. Romerne havde derimod meget stor mandskabsmæssige reserver at trække på, hvorfor de kunne erstatte deres tab. Plutarch skrev, at Pyrrhos sagde efter krigens andet slag: "Hvis vi sejrer i endnu et slag mod romerne, vil vi blive fuldstændig ødelagt". Dette er den oprindelige kilde til udtrykket "Pyrrhussejr": en sejr, der påfører tab, vinderen ikke har råd til på lang sigt.
Efter at være blevet slidt ned af kampene mod Rom, flyttede Pyrrhos sin hær til Sicilien for i stedet at bekrige karthagerne. Efter flere års kampagne på Sicilien (278–275 f.Kr.) vendte han tilbage til Italien i 275 f.Kr., hvor krigens sidste slag blev udkæmpet, hvilket endte med romersk sejr. Efter dette vendte Pyrrhos tilbage til Epiros, hvilket afsluttede krigen. Tre år senere, i 272 f.Kr., erobrede romerne Tarentum.
Den Pyrrhiske Krig var første gang, at Rom konfronterede de professionelle lejesoldater i de hellenistiske stater i det østlige Middelhav. Roms sejr tiltrak disse staters opmærksomhed og afstedkom, at de blev beviste om Roms voksende status som en stormagt. Ptolemaios II, kongen af det Ptolemæiske Kongerige (Egypten), etablerede diplomatiske forbindelser med Rom. Efter krigen hævdede Rom sit hegemoni over det sydlige Italien.

## Baggrund
I 290 f.Kr. – ved afslutningen af de tre samnittiske krige – havde Rom etableret sit herredømme over dele af det centrale og sydlige Italien, som var blevet cementeret gennem alliancer med forskellige italienske folk i det centrale Italien. Syd for den romerske indflydelsessfære lå de græske bystater i Magna Graecia. Tarentum var den største og mest magtfulde af disse, og da tarentinerne angreb en romersk flåde ud for deres kyst, erklærede Rom krig.
Appian, Dio Cassius og Zonaras har forskellige versioner af de begivenheder, der udløste krigen. I Appians version dukkede ti romerske skibe op nær Tarentum i den nordøstlige del af Taranto-bugten i 282 f.Kr. Angiveligt sejlede Publius Cornelius Dolabella (en af de to konsuler for 283 f.Kr.) langs kysten af Magna Graecia for at se sig omkring. En demagog mindede byboerne om en gammel traktat, hvor romerne havde forpligtet sig til ikke at sejle længere end til Lacinium-promontoriet nær Croton på den modsatte side af bugten. Han overtalte dem som følge heraf til at angribe skibene: fire blev sænket, og et blev erobret "med alle ombord". Denne episode ville have fundet sted året efter Dolabellas konsul-periode, fordi han i det år kæmpede i det centrale Italien. Appians version forklarer ikke, hvorfor så mange skibe var nødvendige for, at konsulen kunne se sig omkring.